# Kistapolca
Kistapolca es un pueblo ubicado en el distrito de Siklós, en el condado de Baranya, Hungría.

## Superficie
Posee una superficie de 3,570 kilómetros cuadrados.

## Demografía
Hasta 2019 la población era de 163 habitantes, con una densidad de población de 45,66 habitantes por kilómetro cuadrado.